# Karl Hess
Karl Hess, född 1801 i Düsseldorf, död den 16 november 1874 i Reichenhall, var en tysk målare.
Hess var son till Carl Ernst Christoph Hess och bror till Peter och Heinrich Maria von Hess.
Hess ägnade sig åt landskapsmåleriet med staffage av människor och djur. 